# Monoposthia paramediterranea
Monoposthia paramediterranea är en rundmaskart som beskrevs av Allgen 1959. Monoposthia paramediterranea ingår i släktet Monoposthia och familjen Monoposthiidae. Inga underarter finns listade i Catalogue of Life.